# Hypanus
Hypanus es un género de peces cartilaginosos miliobatiformes de la familia Dasyatidae que se encuentran en el océano Atlántico y el Pacífico oriental.

## Especies
- Hypanus americanus Hildebrand & Schroeder, 1928
- Hypanus berthalutzae Petean, Naylor & Lima, 2020
- Hypanus dipterurus Jordan & Gilbert, 1880
- Hypanus guttatus Bloch & Schneider, 1801
- Hypanus longus Garman, 1880
- Hypanus marianae Gomes, Rosa & Gadig, 2000
- Hypanus rudis Günther, 1870
- Hypanus sabinus Lesueur, 1824
- Hypanus say Lesueur, 1817

## Estado de conservación
Una especie está clasificada por la IUCN como en peligro de extinción: H. marianae; tres como vulnerables: H. berthalutzae, H. dipterurus y H. longus; tres como casi amenazadas: H. guttatus, H. americanus y H. say; H. sabinus se clasifica como especie bajo preocupación menor; y H. rudis aún no ha sido evaluada.